# Липпарт, Владимир Владимирович
Владимир Владимирович Липпарт (25 апреля 1917, Петроград — 27 мая 1992, Москва) — советский актёр.

## Биография
Родился 25 апреля 1917 года в Петрограде в рабочей семье.
В 1938 году окончил Московское городское театральное училище (вошло в состав ГИТИСа) и два года работал актёром в Театре Революции.
В 1940 году призван на срочную военную службу в РККА, демобилизован в 1942 году.
В 1942—1944 годах состоял актёром в штате киностудии «Союздетфильм» бывшей в эвакуации в Сталинабаде.
В 1950-х годах — актёр театра Центрального дома культуры железнодорожников.
Затем работал в кино — исполнитель небольших ролей и эпизодов, снялся в более 60 фильмах. Широкому зрителю известен по ролями старшего сержанта Щепетильникова из фильма «Крепкий орешек» (1967), сплавщика Фомкина из фильма «Хозяин тайги» (1968), эпизодичной роли дворника в фильме «Белый Бим Чёрное ухо» (1976).
Умер 27 мая 1992 года в Москве на 76-году жизни.

## Фильмография
- 1943 — Март-апрель — Берёзко (нет в титрах)
- 1944 — Зоя — немецкий солдат (нет в титрах)
- 1960 — Последние залпы — Порохонько, наводчик
- 1961 — Академик из Аскании — Григорий Степанович Горбач
- 1961 — Девять дней одного года — физик (нет в титрах)
- 1962 — Без страха и упрёка — игрок на бегах (нет в титрах)
- 1962 — Ход конём — дед
- 1963 — День счастья — Николай Евгеньевич, учитель сельской школы, отец Шуры
- 1963 — Живые и мёртвые — боец коммунистического батальона Фрунзенского района
- 1963 — Улица Ньютона, дом 1 — Федор Константинович Ракин, инспектор Рыбнадзора
- 1963 — Сотрудник ЧК — раненый, (нет в титрах)
- 1964 — Верьте мне, люди — официант шашлычной (нет в титрах)
- 1964 — Товарищ Арсений — Алексей Петрович, рабочий (нет в титрах)
- 1964 — Пока фронт в обороне — военный кладовщик
- 1964 — Помни, Каспар! — Иван Серпокрыл
- 1964 — Фро (к/м) — дворник
- 1965 — Знойный июль — житель деревни
- 1965 — Год, как жизнь — работник типографии (нет в титрах)
- 1965 — Сердце матери — надзиратель (нет в титрах)
- 1966 — Берегись автомобиля — милиционер, актёр народного театра (нет в титрах)
- 1966 — Неуловимые мстители — «бурнаш» (нет в титрах)
- 1966 — Королевская регата — член ученого совета
- 1966 — Такой большой мальчик — Филя, начальник цеха
- 1967 — Возмездие — эпизод (нет в титрах)
- 1967 — Дом и хозяин — лесоруб (нет в титрах)
- 1967 — Конец «Сатурна» — немецкий офицер (нет в титрах)
- 1967 — Ташкент - город хлебный — Семён, мешочник
- 1967 — Пароль не нужен — прокурор
- 1967 — Крепкий орешек — старший сержант Щепетильников
- 1968 — Хозяин тайги — Фомкин, сплавщик, прислуга Рябого
- 1969 — Адъютант его превосходительства — красноармеец (нет в титрах)
- 1969 — Цветы запоздалые — официант в ресторане
- 1969 — Яблоки сорок первого года — милиционер
- 1970 — Сердце России — Чичков, одноглазый
- 1970 — Хуторок в степи — погромщик
- 1970 — Чрезвычайный комиссар — член ревкома (нет в титрах)
- 1970 — Приключения жёлтого чемоданчика — таксист (нет в титрах)
- 1972 — Горячий снег — Игнатьев, шофер командующего (нет в титрах)
- 1972 — Моя жизнь — крестьянин (нет в титрах)
- 1972 — Меченый атом — начальник станции
- 1973 — Великие голодранцы — Петр Фомич Лапонин
- 1973 — И на Тихом океане... — Фёдор
- 1973 — Товарищ генерал — ординарец Клинова
- 1974 — Контрабанда — работник угрозыска
- 1974 — Фронт без флангов — раненый солдат
- 1975 — Дорога в Кара-Кийик — Коньков
- 1975 — Обретёшь в бою — Пискарев
- 1975 — Ольга Сергеевна — дедушка
- 1975 — Такая короткая долгая жизнь — Прокофий Петрович, отец Насти Овчинниковой
- 1976 — Белый Бим Чёрное ухо — дворник (нет в титрах)
- 1978 — Дожди по всей территории — Маркевич
- 1980 — В начале славных дел — капитан
- 1986 — Борис Годунов — боярин